# Eupithecia schuetzeata
Eupithecia schuetzeata là một loài bướm đêm trong họ Geometridae.